# Краснощокове
Краснощо́кове —  село в Україні, у Дубовиківській сільській громаді Синельниківського району Дніпропетровської області. Населення становить 198 осіб. До 2020 року орган місцевого самоврядування — Шевченківська сільська рада.

## Історія
7 (20) листопада 1917 року, відповідно до Третього Універсалу Української Центральної Ради, увійшло до складу Української Народної Республіки.
12 червня 2020 року, відповідно до розпорядження Кабінету Міністрів України № 709-р від «Про визначення адміністративних центрів та затвердження територій територіальних громад Дніпропетровської області», увійшло до складу Дубовиківської сільської громади.
19 липня 2020 року, в результаті адміністративно-територіальної реформи та ліквідації Васильківського району, село увійшло до складу новоутвореного Синельниківського району.

## Географія
Село Краснощокове розташовано і центральній частині Синельниківського району. На півдні межує з селом Касаєве, на сході з селом Шевченкове, на півночі з селом Артемівка та на заході з селом Бондареве. У селі бере початок Балка Васюківка. Поруч проходить залізниця, станція Краснощокове за 2 км.

## Населення

### Мова
Розподіл населення за рідною мовою за даними перепису 2001 року:
| Мова            | Кількість | Відсоток |
| --------------- | --------- | -------- |
| українська      | 183       | 92.42%   |
| російська       | 14        | 7.07%    |
| інші/не вказали | 1         | 0.51%    |
| Усього          | 198       | 100%     |